# 尖子山摩崖造像
尖子山摩崖造像位於重慶市大足縣寶山鄉建角村，文物遺址年代為唐代至宋代，2000年9月7日列為第一批重慶市文物保護單位。